# Sa mạc sương mù

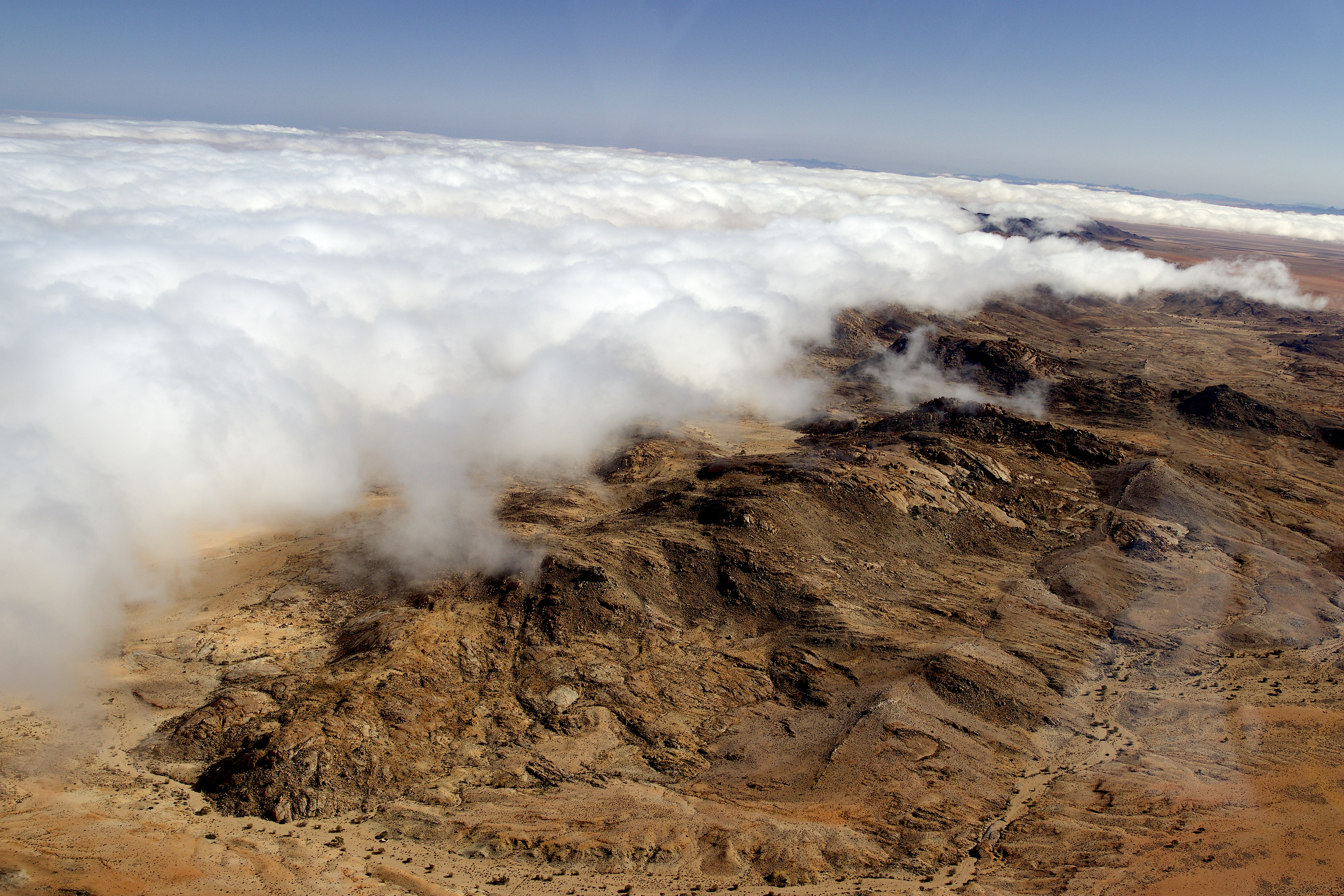
Sương mù từ Đại Tây Dương chuyển 100 hướng km về phía đông vào Namib -Desert đến Aus

Sa mạc sương mù là một loại sa mạc nơi sương mù nhỏ giọt cung cấp phần lớn độ ẩm cần thiết cho đời sống động vật và thực vật.
Ví dụ về sa mạc sương mù bao gồm sa mạc Atacama ở ven biển Chile và Peru, sa mạc Baja California của México, sa mạc Namib ở Namibia, sa mạc sương mù ven biển bán đảo Ả Rập, và Biosphere 2, một tầng sinh thái khép kín nhân tạo ở bang Arizona.
Sa mạc Atacama là một sa mạc khô cằn nhất thế giới, có thể duy trì đủ mức độ đa dạng sinh học của các loài thực vật và động vật vì vị trí của nó là sa mạc sương mù.
Những thay đổi mạnh mẽ về độ cao như các dãy núi cho phép gió biển thổi vào ở các khu vực địa lý cụ thể, đây là một hiện tượng phổ biến trong các sa mạc sương mù. Dãy núi Andes là dạng khu vực chia Chile và Peru thành các vùng nội địa và ven biển và cho phép sa mạc sương mù hình thành dọc theo bờ biển Thái Bình Dương. Ở sa mạc Atacama, độ che phủ của thực vật có thể cao tới 50% ở vùng sương mù trung tâm đến mức thấp như không có sự sống nào bên trên đường sương mù. Trong sa mạc sương mù khô cằn với lượng mưa thấp, sương nhỏ giọt cung cấp độ ẩm cần thiết cho phát triển nông nghiệp. Các phần đa dạng trong một vùng sa mạc sương mù cho phép sự phát triển của một nhóm các cấu trúc thực vật đa dạng như mọng nước, các loài cây rụng lá và cây bụi thân gỗ. 

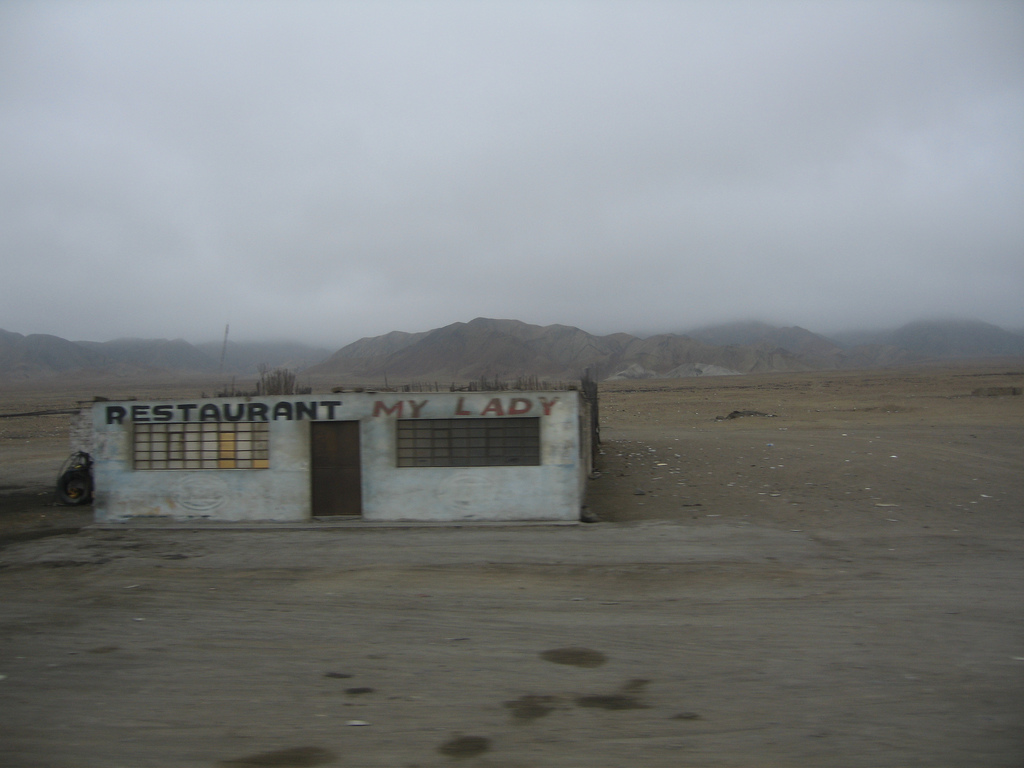
Sa mạc giữa Lima và Trujillo, Peru. Dãy núi Andes, bị che khuất bởi sương mù, có thể được nhìn thấy trong nền.

## Độ ẩm
Độ ẩm trong không khí sương mù là trên 95%. Một cách để sương mù hình thành trong các sa mạc là thông qua sự tương tác của không khí nóng ẩm với một vật thể lạnh hơn, chẳng hạn như một ngọn núi. Khi không khí ấm chạm vào các vật lạnh hơn, sương mù sẽ được tạo thành. Một cách khác để sương mù hình thành trong các sa mạc, là nếu sa mạc nằm sát bờ biển và bờ biển đó có một số dòng nước lạnh chạy qua nó. Khi không khí nóng lên trên vùng đất sa mạc thổi về phía dòng nước mát trong đại dương, trời trở nên mát hơn và sương mù được hình thành. Sương mù mát sau đó sẽ bị gió biển thổi vào đất liền. Sương mù chủ yếu được hình thành vào sáng sớm hoặc sau khi mặt trời lặn.

## Sinh thái học
Có một số loại thực vật và động vật sống trong sa mạc sương mù. Hầu như tất cả chúng phụ thuộc vào nước chứa trong sương mù cho sự sống sót của chúng, điều này thể hiện rõ qua cách chúng đã phát triển sự thích nghi để thu thập nước. Một ví dụ là bọ cánh cứng Stenocara sống ở hoang mạc Namib; con bọ leo lên cồn cát khi gió ẩm thổi từ đại dương và biến sương mù thành giọt nước. Một ví dụ về một loại cây là Bách lan, cũng mọc ở sa mạc Namib và chỉ mọc hai lá trong suốt vòng đời của nó có thể lên tới 1000 năm. Những chiếc lá có lỗ chân lông lớn để giúp nó hấp thụ nước từ sương mù hình thành trên chúng. Mọi người cũng sống ở Namib phụ thuộc vào các kỹ thuật để thu thập nước từ sương mù. Rất nhiều công nghệ đang được phát triển để giúp lấy nước từ không khí sa mạc  Máy thu hoạch sương mù đang được cải tiến dựa trên quan sát của chúng tôi về sự thích nghi của một số sinh vật trong sa mạc sương mù như bọ cánh cứng Stenocara. Các thiết bị được phát triển để tách nước từ sa mạc không khí sử dụng các tinh thể Metal Organic Framework để thu và giữ các phân tử nước khi tiếp xúc với luồng không khí vào ban đêm. Vào buổi sáng, luồng không khí bị cắt và nước thu được tối hôm trước sau đó bị bốc hơi do tiếp xúc với ánh sáng mặt trời và sau đó ngưng tụ thành nước lỏng khi chạm vào bình ngưng làm mát.